# كورتامايش
كورتامايش (بالروسية: Куртамыш) هي إحدى مدن روسيا في الكيان الفدرالي الروسي كورغان أوبلاست.